# Guitar Hero: Aerosmith
Guitar Hero Aerosmith – komputerowa gra muzyczna stworzona przez Neversoft i wydana przez Activision. Wersję na komputery osobiste wydała firma Aspyr. Gra została wydana na platformy Xbox 360, Playstation 3, Nintendo Wii (stworzona przez Vicarious Visions), Playstation 2 (stworzona przez Budcat Versions i na PC oraz Mac (stworzona przez Aspyr Media). Jej premiera odbyła się 26 czerwca 2008 roku w Europie, 29 czerwca w Ameryce Północnej oraz 6 sierpnia w Australii. Gra jest sprzedawana zarówno ze specjalną gitarą, jak i bez niej.
Gra jest dodatkiem do Guitar Hero III: Legends of Rock, ze względu na podobne funkcje. Rozgrywka polega na graniu nut na specjalnej gitarze. Jest to pierwsza gra z serii, stworzona pod jeden rockowy zespół Aerosmith. 60% ścieżki dźwiękowej to utwory tej grupy muzycznej, zaś inne zostały wykonane przez zespoły inspirujące się muzyką Aerosmith lub będące inspiracją dla zespołu.